# Radziejewo (województwo warmińsko-mazurskie)
Radziejewo – wieś w Polsce położona w województwie warmińsko-mazurskim, w powiecie braniewskim, w gminie Pieniężno.
Do zabytków wsi należy konsekrowany przez Marcina Kromera w roku 1583 kościół pw. św. Antoniego Opata, który posiada barokowe wyposażenie. Świątynia była rozbudowywana etapami od 1630 do 1854, wpłynęło to na brak konkretnego stylu korpusu, wieża neogotycka,  zwieńczona okazałym neobarokowym hełmem.
W latach 1975–1998 miejscowość położona była w województwie elbląskim. Wieś znajduje się w historycznym regionie Warmia.
W roku 2021 wieś zamieszkiwało 203 osoby.